# Калоян Филатов
Калоян Филатов е бивш български футболист, дефанзивен полузащитник.
Роден е на 17 април 1976 г. във Варна. Играл е за Академик (София), Черно море, Добруджа, Беласица и Спартак (Варна). В А група има 50 мача и 9 гола.

## Статистика по сезони
- Академик (Сф) – 1995/пр. - Б група, 2 мача/0 гола
- Черно море – 1996/пр. - Б група, 4/0
- Черно море – 1996/97 – Б група, 19/3
- Черно море – 1997/98 – Б група, 25/7
- Черно море – 1998/99 – Б група, 26/3
- Черно море – 1999/00 – Б група, 28/4
- Черно море – 2000/01 – А група, 16/2
- Черно море – 2001/ес. - А група, 10/2
- Добруджа – 2002/пр. - Б група, 11/0
- Добруджа – 2002/ес. - А група, 5/1
- Беласица – 2003/04 – А група, 8/2
- Спартак (Вн) – 2004/05 – А група, 11/2